# Magyar borfajták listája
A Magyar borfajták listája az őshonos szőlőfajtákból készített magyar borfajták nevét tartalmazza. 
Magyarországon a változatosan tagolt tájnak és az éghajlati adottságoknak köszönhetően az összes borstílus megtalálható, a könnyed pezsgőtől kezdve a testes vörösboron át a nemes édes borokig. Ezt a sokszínűséget még izgalmasabbá teszi az őshonos szőlőfajták, a világfajták és az ebből készült borok egyensúlya.

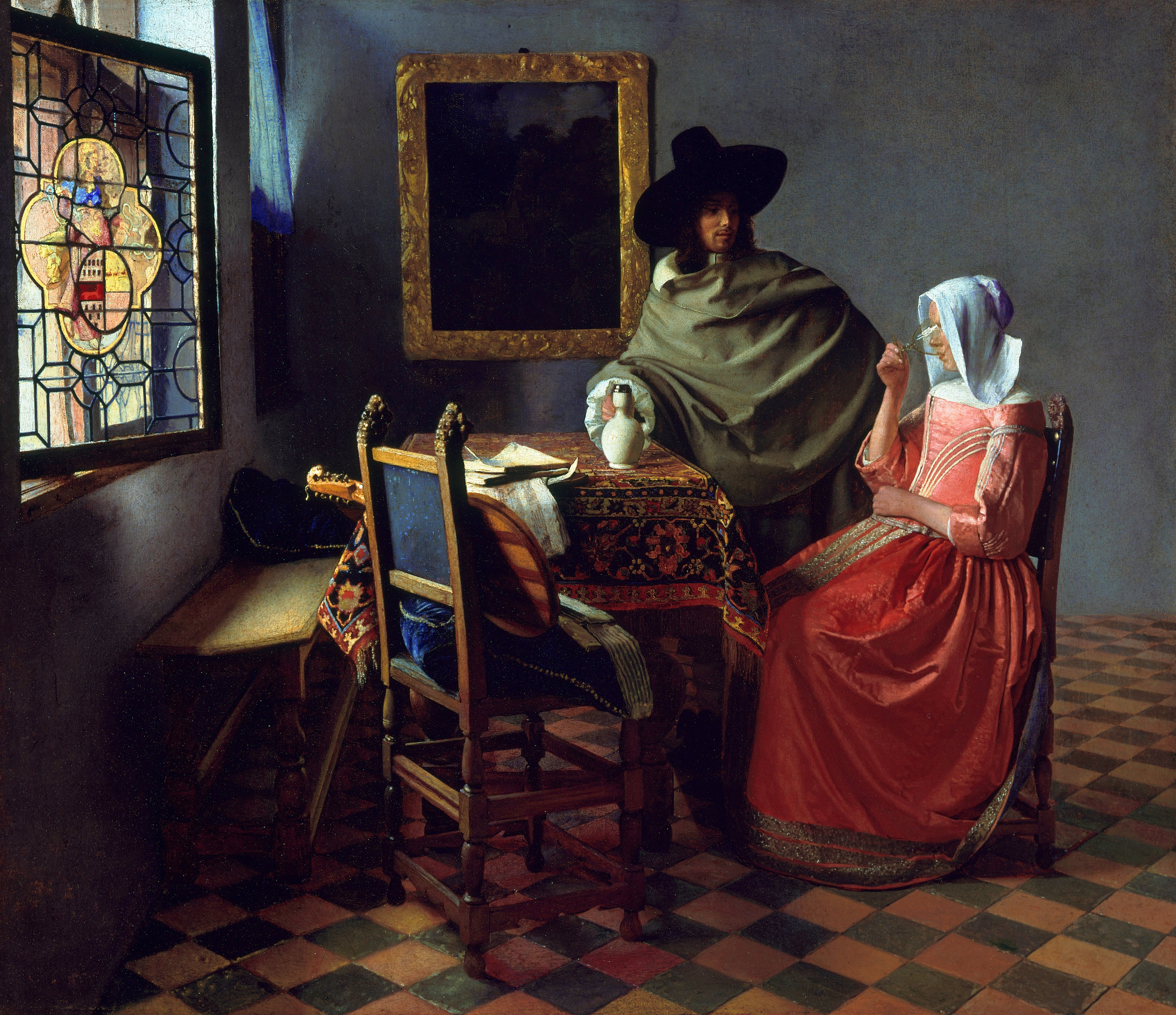
Johannes Vermeer: A borospohár

Az isten kétféle bort teremtett: a szürkebarátot és a leánykát. A szürkebarát és a leányka csinálja a többi bort úgy, hogy a szürkebarát beteszi dugóját a leánykába. Ha a dugó pont jó, akkor, ezerjó. Ha a dugó puha, akkor a leányka elkezd szamorodni. Ha a dugó el van szorítva, akkor kéknyelű. Ha a dugót felaprítva teszik a leánykába, akkor, szemelt rizling. Ha a dugó nehezen megy be, akkor visontai. Ha a dugó sehogyan sem megy be, akkor pusztamérgesi. Ha a leányka nem kap dugót, akkor csongrádi vörös. Ha a dugót egy másik szürkebarátba teszik, akkor homoki vagy melegeshegyi. Ha a leányka nem akarja a dugót, akkor kövidinka. Ha a dugó csavaros, akkor furmint. Ha a dugót rossz helyre teszik, akkor malaga. Ha a szürkebarát 25 éves, akkor bikavér. Ha a szürkebarát 75 éves, akkor aszú. Ha a szürkebarát költői hajlamú, akkor siller. Ha a leányka fekete, akkor Pinot noir. Ha a leánykán erényöv van, akkor vaskúti.  (Borfajták viccesen: Koteczky Gabriella gyűjtése)

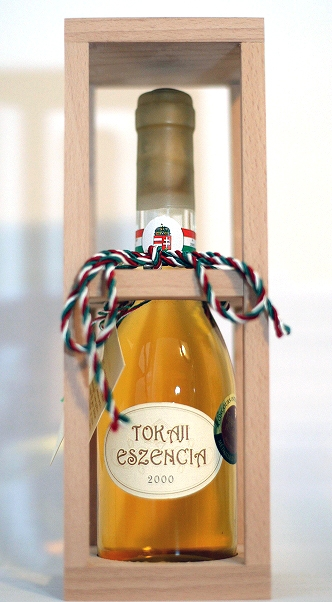
Esszencia

| Ábécé szerinti tartalomjegyzék                      |
| --------------------------------------------------- |
| A B C D E F G H I J K L M N O P Q R S T U V W X Y Z |

## A
- Aszúbor
- Aszúesszencia
- Afuz Ali

## B
- Badacsonyi kéknyelű
- Bakator
- Balafánt
- Bikavér
- Budai zöld

## C
- Cabernet franc
- Cabernet sauvignon
- Chardonnay
- Cserszegi fűszeres, (az Irsai Olivér és a Piros tramini kereszteződéséből létrejött fajta.)
- Csóka

## E
- Ezerfürtű (Fürtike), (a Hárslevelű és a Piros tramini kereszteződéséből létrejött fajta)
- Ezerjó
- Elvira (direkt termő szőlőfajta)
- Egri bikavér

## F
- Fehér bohér
- Feketefájú Bajor
- Furmint, Piros furmint, Fehér furmint, Változó furmint

## H
- Hamvas
- Hárslevelű

## I
- Irsai Olivér
- Izsáki sárfehér (Arany sárfehér)

## J
- Juhfark

## K
- Kabar
- Kadarka
- Kékfrankos
- Kéknyelű
- Kékoportó
- Királyleányka
- Kolontár

## L
- Laska
- Leányka
- Lisztes

## M
- Mézes Fehér
- Muskotály
- Merlot

## N
- Nektár (Cserszegi fűszeres és Judit fajták keresztezéséből létrehozott fajta)

## O
- Olaszrizling
- Otello (direkt termő szőlőfajta)
- Ökörszem

## P
- Pozsonyi fehér
- Pozsonyi piros

## R
- Rizling
- Rizlingszilváni
- Rozé

## S
- Sárfehér
- Sauvignon blanc

## Sz
- Szerémi zöld
- Szürkebarát (Pinot Gris)

## T
- Tarcali kék
- Tihanyi kék
- Tokaji aszú
- Tokaji szamorodni
- Tramini

## Z
- Zweigelt
- Zala gyöngye
- Zengő
- Zenit